# Françoise de Foix
Françoise de Foix, contessa di Châteaubriant (1495 – 16 ottobre 1537), è stata una nobildonna francese.

## Biografia
Françoise era la figlia di Jean de Foix, visconte di Lautrec, e di Giovanna d'Aydie. Suo padre era il figlio di Pierre de Foix, visconte di Lautrec; Pierre era il fratello più giovane di Gastone IV di Foix, che aveva sposato Eleonora di Navarra. Françoise era quindi una cugina di secondo grado della duchessa di Bretagna e regina di Francia, Anna, la cui madre era una figlia di Gastone IV ed Eleonora.

## Matrimonio
Alla corte di Anna, incontrò Jean de Laval, conte di Châteaubriant, annunciando il loro fidanzamento nel 1505. L'11 marzo 1508 diede alla luce una figlia, Anna, che purtroppo morì il 12 aprile 1521. La coppia si sposò nel 1509 e andò a vivere a Châteaubriant fino a quando Francesco I li chiamò a corte nel 1516. Alta e con i capelli scuri, era anche colta: parlava latino e italiano, e scriveva poesie.

### Amante ufficiale
Al suo arrivo presso la corte reale, grazie alle sue qualità, il re tentò di sedurla. Iniziò a concedergli favori e regali per la sua famiglia. Suo marito è diventato un comandante di una società. Il fratello maggiore, il visconte di Lautrec, ricevette la carica di governatore del ducato milanese. I suoi altri due fratelli, Thomas, signore di Lescun, e André, signore di Lesparre o Asparros, raggiunsero elevate posizioni in campo militare dal re. Françoise divenne l'amante del re, nel 1518.
Il 25 aprile 1519 il Delfino fu battezzato ad Amboise. Jean de Châteaubriant e sua moglie assistettero alla cerimonia, e Françoise è stata messa vicino alle principesse reali. È stata la prima amante ufficiale di Francesco I. Questo dispiacque molto sua madre, Luisa di Savoia, che non amava la famiglia de Foix.
Al contrario, il marito di Françoise, Jean, anche se era a conoscenza della vicenda, ha mostrato poco interesse per la relazione: quando, nel dicembre 1519, Francesco lo ha mandato in Bretagna per negoziare una tassa, il conte lo ringraziò. Durante questo tempo, Françoise è rimasto a corte, dove è stata fatta una dama di compagnia della regina Claudia.
Françoise è rimasta l'amante ufficiale di Francesco per un decennio. Non aveva influenza politica. Tuttavia, nel 1525, il re fu catturato alla battaglia di Pavia e tenuto prigioniero a Madrid. Quando tornò in Francia, la giovane e bionda Anne de Pisseleu d'Heilly attirò la sua attenzione. Le due donne hanno combattuto per gli affetti del re per due anni prima che Françoise rinunciasse e tornasse a Châteaubriant nel 1528.

## Morte
Dopo il ritorno a Châteaubriant, Françoise continuò a vivere con il marito, Jean, che fu fatto governatore della Bretagna e ha ricevette altri favori. Françoise ancora continuò a scrivere lettere al re, che visitò Châteaubriant molte volte.
Françoise morì il 16 ottobre 1537. La sua morte è stata oggetto di varie voci: una leggenda, tramandata dallo storico francese Varillas, che prende credito dalla nota brutalità di Jean de Laval, sostiene che il conte tenesse la moglie rinchiusa in una cella buia e che l'abbia fatta uccidere. Gli storici successivi, tuttavia, ritengono che in realtà Françoise sia morta di malattia.
Fu sepolta nella chiesa dei Trinitari di Châteaubriant, dove suo marito eresse una tomba nella sua memoria, con un epitaffio di Clément Marot.